# Epooforon
Epooforonul (latină epoophoron) (alte denumiri: organul lui Rosenmüller, parovarium, epoöphoron) reprezintă un organ vestigial al  aparatului genital feminin, rest al canalelor mezonefrice superioare, porțiunii genitale din canalul Wolff. La femei, în perioada dezvoltării embrionare, ductele mezonefrice Wolff involuează începând cu săptămâna a l0-a.

## Anatomie
Epooforonul este amplasat între foițele mezosalpingelui, pe porțiunea laterală, între ovar și trompa uterină. Epooforonul este constituit dintr-un canal longitudinal dispus paralel cu trompa uterină și 15-20 canalicule verticale mai mici. Aceste canalicule pornesc dinspre hilului ovarian și se deschid în canalul longitudinal.

## Omologie
Ductele epooforonului sunt echivalente cu canalele epididimare și eferente ale testiculelor la bărbați.